# Maria Lluïsa de Borbó-Parma (reina de Bulgària)
Maria Lluïsa de Borbó-Parma (Roma 1870 - Sofia 1899). Princesa de Parma amb el tractament d'altesa reial que esdevingué reina de Bulgària per matrimoni.

## Orígens familiars
Nascuda el dia 17 de gener de l'any 1870 a la ciutat de Roma, era filla del duc Robert I de Parma i de la princesa Maria Pia de Borbó-Dues Sicílies. Maria Lluïsa era neta per via paterna del duc Carles III de Parma i de la princesa Lluïsa de França i per via materna era neta del rei Ferran II de les Dues Sicílies i de l'arxiduquessa Maria Teresa d'Àustria.

## Núpcies i descendents
Maria Lluïsa contragué matrimoni a la Vil·la Pianore al nord d'Itàlia el dia 20 d'abril de 1893 amb el príncep i futur rei Ferran I de Bulgària, fill del príncep August de Saxònia-Coburg Gotha i de la princesa Clementina d'Orleans. La parella tingué quatre fills:
- SM el rei Boris III de Bulgària, nat el 1894 a Sofia i mort el 1943 a Sofia. Es casà amb la princesa Joana d'Itàlia el 1930 a la ciutat d'Assís.

- SAR el príncep Ciril de Bulgària, nat el 1895 a Sofia i executat a Sofia el mateix 1945.

- SAR la princesa Eudòxia de Bulgària, nada el 1898 a Sofia i morta a Friederichshafen el 1985.

- SAR la princesa Nadejna de Bulgària, nada el 1899 a Sofia i morta el 1958 a Stuttgart. Es casà el 1924 a Bad-Margentheim amb el duc Albert de Württemberg.

El matrimoni de Maria Lluïsa i de Ferran no fou feliç a causa de les orientacions sexuals del rei de Bulgària. Tot i així, la parella tingué quatre fills.
Maria Lluïsa morí el 31 de gener de l'any 1899 a la capital de Bulgària, Sofia, a causa de no superar el naixement de la seva darrera filla, la princesa Nadejna de Bulgària, que havia nascut dues setmanes abans.